# Sydney Trains
Sydney Trains é uma rede ferroviária urbana e suburbana que serve cidade de Sydney, Nova Gales do Sul, Austrália. A rede é composta por mais de 961 km (600 mi) de trilhos, incluindo uma parte subterrânea no centro da cidade, e 178 estações em oito linhas. Tem frequências no dias úties de a cada 3 minutos na parte subterrânea, o que é equiavelnte a de um metrô, a cada 5-10 minutos nas estações principais, e a cada 15 minutos nas estações menores. Durante o fim-de-semana os serviços são menos frequentes, com serviços a cada 10 minutos nas estações principais e na parte subterrânea e a cada 30 minutos nas estações menores.
A rede é administrada pela autoridade de transporte do Governo de New South Wales, o Transport for NSW, e pertence ao sistema Opal de bilhetagem eletônica. Em 2016-17, 340.7 milhões de viagens de passageiros foram feitas na rede.

## Operações

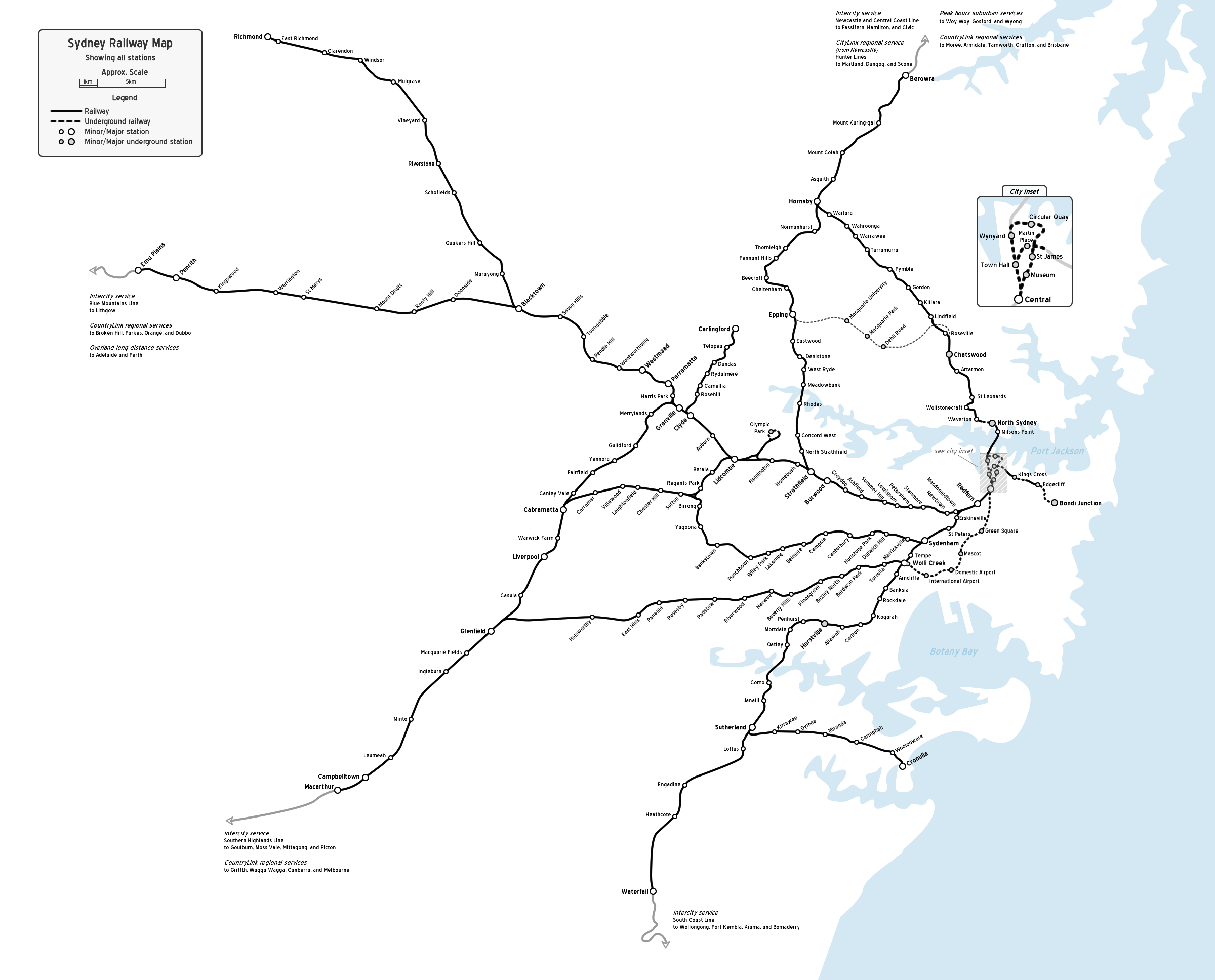
Mapa do sistema sem considerar o Soth West Rail Link

Símbolo que identifica as estações do Sydney Trains

Em julho de 2013 Howard Collins, ex-Chefe de operações do metrô de Londres, foi nomeado como Diretor-Executivo do Sydney Trens. Além de operar comboios suburbanos, ele também opera o New South Wales Metropolitan Rail Area, um sistema trens interurbanos centralizados em Sydney, e mantém quase todas as estações ferroviárias em operação no estado. Sydney Trens é uma subsidiária do Transport For NEw South Wales (TfNSW), autoridade estadual de transportes.

### Rede
Sydney Trains opera 8 linhas suburbanas na região metropolitana de Sydney.
| Nome e número da linha                        | Terminais |
| --------------------------------------------- | --- |
| T1 - Linha Norte, Oeste e do North Shore      | Central e Berowra via Gordon; Central e Hornsby via Macquarie Park; Central e Emu Plains, Richmond ou Epping via Strathfield. |
| T2 - Linha Oeste interior e de Leppington     | City Circle e Parramatta ou Leppington via Granville.                                                                         |
| T3 - Linha de Bankstown                       | City Circle e Liverpool ou Lidcombe via Bankstown e Sydenham.                                                                 |
| T4 - Linha dos subúrbios orientais e llawarra | Bondi Junction e Waterfall ou Cronulla via Central.                                                                           |
| T5 - Linha de Cumberland                      | Schofields e Leppington. Alguns serviços continuam de Schofields para Richmond.                                               |
| T6 - Linha de Carlingford                     | Clyde e Carlingford. |
| T7 - Linha do Parque Olímpico                 | Lidcombe e Parque Olímpico. Alguns serviços operam entre Central e Parque Olímpico, principalmente durante eventos.           |
| T8 - Linha Sul e do Aeroporto                 | City Circle e Macarthur via Revesby e Sydenham (horários de pico) ou Aeroporto.                                               |

O centro do sistema é a estação Central, na qual a maioria das linhas passam. Essa estação também é o término da maior parte das linhas do NSW TrainLink.

### Tráfego de passageiros
A tabela a seguir lista os números de tráfego anual para a rede durante o ano financeiro correspondente. Na Austrália, os anos financeiros começam em 1 de julho e terminam em 30 de junho.
| Ano               | 2013-14 | 2014-15 | 2015-16 | 2016-17 |
| Tráfego (milhões) | 282.2   | 291.9   | 322     | 340.7   |
| Referências       | [ 4 ]   |         | [ 5 ]   | [ 6 ]   |

### Bilhetes e tarifas
Sydney Treina atualmente usa o sistema de bilhetagem do cartão Opal, que foi introduzido na rede em abril de 2014. A tarifa do sistema é totalmente integrada com a rede NSW TrainLink Intercity - viagens envolvendo serviços suburbanos e interurbanos são calculados como de uma única tarifa e não há penalidade por transferência de serviço. O cartão Opal também é válido em ônibus, ferries e no VLT, mas tarifas tarifas diferentes são usadas nesses meios. A tabela a seguir lista as tarifas Opal para cartões eletrônicos reutilizáveis e bilhetes de uma única viagem, a partir de 3 de julho de 2017:
|                                          | 0 - 10 km | 10 - 20 km | 20 - 35 km | 35 - 65 km | + 65 km |
| ---------------------------------------- | --------- | ---------- | ---------- | ---------- | ------- |
| Cartão adulto (horário de pico)          | $3,46     | $4,30      | $4,94      | $6,61      | $8,50   |
| Cartão adulto (fora do horário de pico)  | $2,42     | $3,01      | $3,45      | $4,62      | $5,95   |
| Outros cartões (horário de pico)         | $1,73     | $2,15      | $2,47      | $3,30^     | $4,25^  |
| Outros cartões (fora do horário de pico) | $1,21     | $1,50      | $1,72      | $2,31      | $2,97^  |
| Viagem única adulto                      | $4,20     | $5,20      | $6,00      | $8,00      | $10,20  |
| Viagem única criança                     | $2,10     | $2,60      | $3,00      | $4,00      | $5,10   |

^= $2,50 para idosos e pensionistas